# Токарский, Юлиан
Юлиан Токарский (пол. Julian Tokarski, 29 марта 1883, Станислав, Австро-Венгрия — 17 октября 1961, Краков, ПНР) — польский учёный-геолог, петрограф, почвовед, педагог, доктор философии, профессор минералогии и петрографии во Львовском университете (до 1920). Член Польской академии знаний. Действительный член Польской академии наук. Ректор Львовской Политехники (1927—1928).

## Биография
Выпускник Львовского университета. Профессор того же университета с 1919.
С 1925 — руководитель (заведующий) кафедры минералогии и петрографии Львовского университета. Ректор Львовской Политехники (1927—1928).
В 1931—1934 — руководитель исследовательской керамической станции во Львовской политехнике.
В 1934 перешëл в университет. Сперва исполнял обязанности руководителя кафедры минералогии. С 1934 по 1939 — заведующий кафедрой и минералогическим музеем университета.
После присоединения Западной Украины к СССР, продолжил научную работу во Львове. В августе 1940 присутствовал на заседаниях Всесоюзного Комитета по науке СССР в Москве.
После Второй мировой войны был профессором Горно-гутной академии в Кракове.
С 1938 был членом-корреспондентом, а с 1945 — действительным членом Польской академии знаний, с 1957 — действительным членом Польской академии наук.
Член многих научных обществ.

## Научная деятельность
Проводил исследования фосфоритов, лёссов и горно-кристаллических пород Татр и Волыни.
Юлиан Токарский — известный педагог и исследователь в области минералогии и петрографии западных регионов Украины. Воспитал плеяду молодых талантливых кадров и сформировал известную минералого-петрографическую школу, из которой вышло много его учеников и сотрудников: Мария Гамерская-Виткевич, Казимир Смуликовский, Марьян Каминский, Мария Тарсун-Моравская, Стефан Бискупский, Збигнев Токарский, Гелена Гавинская и др.
Умер в Кракове и похоронен на Раковицком кладбище на Аллее Заслуженных.

## Избранные публикации
- Parageneza soli kamiennej, gipsu i syngenitu (1913)
- Zagadnienia fosforytów niezwiskich (1931)
- Zagadnienie Prakarpat (1935)
- Nowoczesne metody badań minerałów glebowych (1958).